# Butorowska Woda
Butorowska Woda, Butorowa Woda – potok, prawy dopływ Łasicowej Wody. Jest to niewielki potok, o długości niewiele ponad 400 m, spływający doliną Pańszczycą w polskich Tatrach Wysokich. Spływa w kierunku północno-zachodnim, przecinając leśną drogę dojazdową do domku myśliwskiego. Po wschodniej stronie Wielkiej Pańszczyckiej Młaki uchodzi do Łasicowej Wody. Następuje to na wysokości około 1245 m. W odległości zaledwie około 70 m na północny wschód od ujścia Butorowej Wody koryto Łasicowej Wody przecina czerwony szlak turystyczny z Toporowej Cyrhli przez Psią Trawkę, Waksmundzką Rówień i Wodogrzmoty Mickiewicza do Morskiego Oka.
Na niektórych mapach potok ma nazwę Butorowska Woda i uchodzi do Jasicowej Wody. Obydwie nazwy (Butorowa Woda, Butorowska Woda) to pozostałości pasterskiej przeszłości tych okolic. Pochodzą od miejsca o nazwie Butorów, położonego powyżej źródeł Butorowej Wody. Dawniej były to pasterskie tereny Hali Pańszczyca. Obecnie cały bieg potoku znajduje się na porośniętych lasem i niemal płaskich terenach dawnej hali.